# Léman
Departamentul Léman (franceză Département Léman) a fost un departament al Franței din perioada revoluției și a primului Imperiu. 
Departamentul a fost format în urma ocupării de către trupele revoluționare franceze a Confederației Elveține. Republica Geneva, un stat independent dar aliat etern al Elveției este ocupată de asemenea, dar spre deosebire de restul Elveției care este organizată sub forma unei Republici după modelul francez, Republica Geneva este anexată Franței. 
Noul departament este format astfel din teritoriile nou anexate la care au fost adăugate alte teritorii din deparamentele Ain și Mont-Blanc și anume: regiunea Gex respecitv districtele Carouge, Thonon și parțial districtul Cluses. Departamentul este numit după numele francez al Lacului Geneva. În urma reorganizării teritoriale din 28 pluviôse anul VIII (17 februarie 1800) departamentul primește și cantoanele Chamonix, Saint-Gervais, Megève, Flumet și Sallanches anterior aflate în departamentul Mont-Blanc. Departamentul este divizat în 3 arondismente: Geneva, Bonneville și Thonon. 
În urma primei restaurații în 1814, Franța revine la frontierele din 1792 iar departamentul Léman este suprimat. Regatul Sardiniei recuperează Ducatul Savoia iar Geneva se alătură noii confederații elvețiene. Cantonul Gex revine departamentului Ain dar păstrează până în ziua de azi un statut special. 